# Maddalena leggente (Benzone)
Maddalena leggente è un dipinto di Ambrogio Benzone. Eseguito verso il 1520, è conservato nella National Gallery di Londra.

## Descrizione
Maria Maddalena è raffigurata con il suo tipico attributo, il recipiente di olio con cui consacrò Gesù. Il soggetto era probabilmente molto ricorrente nella pittura fiamminga: la National Gallery possiede una Maddalena leggente di Rogier van der Weyden e lo stesso Benzone ne dipinse alcune varianti.